# Paral·lel 11° nord
El paral·lel 11° nord és una línia de latitud que es troba a 11 graus nord de la línia equatorial terrestre. Travessa Àfrica, Oceà Índic, Sud d'Àsia, Àsia del sud-est, Oceà Pacífic, Amèrica Central, Amèrica del Sud l'oceà Atlàntic.

## Geografia
En el sistema geodèsic WGS84, al nivell de 11° de latitud nord, un grau de longitud equival a 109,228 km; la longitud total drl paral·lel és de 39.344 km, que és aproximadament 98,2% de la de l'equador. Es troba a una distància de 1.216 km de l'equador i a 8.786 km del pol Nord.
Igual que tots els altres paral·lels a part de l'equador,el paral·lel 11° nord no és un cercle màxim i, per tant, no és la distància més curta entre dos punts, fins i tot si són a la mateixa latitud. Per exemple, seguint el paral·lel, la distància recorreguda entre dos punts de longitud oposada és 19.672  km; després d'un cercle màxim (que passa pel Pol Nord), només és 17.572  km.

## Durada del dia
En aquesta latitud, el sol és visible durant 12 hores i 46 minuts a l'estiu, i 11 hores i 29 minuts en solstici d'hivern.

## Arreu del món
Començant al meridià de Greenwich i dirigint-se cap a l'est, el paral·lel 11º passa per:
| Coordenades                               | País, territori o mar     | Notes |
| ----------------------------------------- | ------------------------- | --- |
| 11° 0′ N, 0° 0′ E / 11.000°N,0.000°E      | Ghana                     | |
| 11° 0′ N, 0° 2′ E / 11.000°N,0.033°E      | Togo                      | |
| 11° 0′ N, 0° 30′ E / 11.000°N,0.500°E     | Burkina Faso              | |
| 11° 0′ N, 0° 55′ E / 11.000°N,0.917°E     | Benín                     | |
| 11° 0′ N, 3° 45′ E / 11.000°N,3.750°E     | Nigèria                   | |
| 11° 0′ N, 13° 46′ E / 11.000°N,13.767°E   | Camerun                   | |
| 11° 0′ N, 15° 3′ E / 11.000°N,15.050°E    | Txad                      | |
| 11° 0′ N, 22° 28′ E / 11.000°N,22.467°E   | República Centreafricana  | L'extrem nord del país, uns 8 km |
| 11° 0′ N, 22° 32′ E / 11.000°N,22.533°E   | Txad                      | |
| 11° 0′ N, 22° 54′ E / 11.000°N,22.900°E   | Sudan                     | |
| 11° 0′ N, 32° 25′ E / 11.000°N,32.417°E   | Sudan del Sud             | |
| 11° 0′ N, 33° 14′ E / 11.000°N,33.233°E   | Sudan                     | |
| 11° 0′ N, 34° 58′ E / 11.000°N,34.967°E   | Etiòpia                   | |
| 11° 0′ N, 41° 48′ E / 11.000°N,41.800°E   | Djibouti                  | |
| 11° 0′ N, 42° 27′ E / 11.000°N,42.450°E   | Etiòpia                   | |
| 11° 0′ N, 42° 47′ E / 11.000°N,42.783°E   | Djibouti                  | |
| 11° 0′ N, 42° 58′ E / 11.000°N,42.967°E   | Somàlia                   | Somaliland |
| 11° 0′ N, 43° 39′ E / 11.000°N,43.650°E   | Golf d'Aden               | |
| 11° 0′ N, 47° 6′ E / 11.000°N,47.100°E    | Somàlia                   | Somaliland i Puntland |
| 11° 0′ N, 51° 7′ E / 11.000°N,51.117°E    | Oceà Índic                | Mar d'Aràbia · Passa entre les illes de Bangaram i Amini a Lakshadweep Índia's · Mar de les Lacadives                                                             |
| 11° 0′ N, 75° 51′ E / 11.000°N,75.850°E   | Índia                     | Kerala Tamil Nadu Puducherry: districte de Karaikal, uns 4 km |
| 11° 0′ N, 79° 51′ E / 11.000°N,79.850°E   | Oceà Índic                | Badia de Bengala · Passa entre illa Rutland i Petita Andaman, Illes Andaman i Nicobar Índia · Mar d'Andaman - passa just al nord de l'illa de Lanbi Kyun, Myanmar |
| 11° 0′ N, 98° 26′ E / 11.000°N,98.433°E   | Myanmar (Birmània)        | Illa de Kau-Ye Kyun, i el continent |
| 11° 0′ N, 99° 6′ E / 11.000°N,99.100°E    | Tailàndia                 | |
| 11° 0′ N, 99° 29′ E / 11.000°N,99.483°E   | Golf de Tailàndia         | |
| 11° 0′ N, 103° 6′ E / 11.000°N,103.100°E  | Cambodja                  | |
| 11° 0′ N, 103° 25′ E / 11.000°N,103.417°E | Badia de Kompong Som      | |
| 11° 0′ N, 103° 39′ E / 11.000°N,103.650°E | Cambodja                  | |
| 11° 0′ N, 105° 42′ E / 11.000°N,105.700°E | Vietnam                   | Uns 10 km |
| 11° 0′ N, 105° 47′ E / 11.000°N,105.783°E | Cambodja                  | |
| 11° 0′ N, 106° 12′ E / 11.000°N,106.200°E | Vietnam                   | |
| 11° 0′ N, 108° 21′ E / 11.000°N,108.350°E | Mar de la Xina Meridional | Passa a través de les disputades illes Spratly |
| 11° 0′ N, 119° 16′ E / 11.000°N,119.267°E | Filipines                 | illa de Palawan |
| 11° 0′ N, 119° 30′ E / 11.000°N,119.500°E | Mar de Sulu               | Passa entre les illes Cuyo, Palawan, Filipines |
| 11° 0′ N, 122° 2′ E / 11.000°N,122.033°E  | Filipines                 | Illa de Panay |
| 11° 0′ N, 122° 51′ E / 11.000°N,122.850°E | Estret de Guimaras        | |
| 11° 0′ N, 123° 11′ E / 11.000°N,123.183°E | Filipines                 | Illa de Negros (punta septentrional) |
| 11° 0′ N, 123° 12′ E / 11.000°N,123.200°E | Mar de Visayas            | |
| 11° 0′ N, 123° 56′ E / 11.000°N,123.933°E | Filipines                 | Illa de Cebu |
| 11° 0′ N, 124° 2′ E / 11.000°N,124.033°E  | Mar de Camotes            | |
| 11° 0′ N, 124° 26′ E / 11.000°N,124.433°E | Filipines                 | Illa de Leyte |
| 11° 0′ N, 125° 2′ E / 11.000°N,125.033°E  | Oceà Pacífic              | |
| 11° 0′ N, 125° 37′ E / 11.000°N,125.617°E | Filipines                 | Illa de Manicani |
| 11° 0′ N, 125° 39′ E / 11.000°N,125.650°E | Oceà Pacífic              | |
| 11° 0′ N, 125° 47′ E / 11.000°N,125.783°E | Filipines                 | Illa de Calicoan |
| 11° 0′ N, 125° 48′ E / 11.000°N,125.800°E | Oceà Pacífic              | Passa just al sud dels atol·lons Ailinginae i Rongelap, Illes Marshall · Passa just al sud de Toke, Illes Marshall                                                |
| 11° 0′ N, 85° 43′ O / 11.000°N,85.717°O   | Costa Rica                | |
| 11° 0′ N, 85° 4′ O / 11.000°N,85.067°O    | Nicaragua                 | |
| 11° 0′ N, 84° 49′ O / 11.000°N,84.817°O   | Costa Rica                | |
| 11° 0′ N, 84° 29′ O / 11.000°N,84.483°O   | Nicaragua                 | |
| 11° 0′ N, 83° 47′ O / 11.000°N,83.783°O   | Mar Carib                 | |
| 11° 0′ N, 74° 47′ O / 11.000°N,74.783°O   | Colòmbia                  | |
| 11° 0′ N, 74° 34′ O / 11.000°N,74.567°O   | Mar Carib                 | |
| 11° 0′ N, 74° 17′ O / 11.000°N,74.283°O   | Colòmbia                  | |
| 11° 0′ N, 72° 31′ O / 11.000°N,72.517°O   | Veneçuela                 | |
| 11° 0′ N, 71° 37′ O / 11.000°N,71.617°O   | Mar Carib                 | Golf de Veneçuela |
| 11° 0′ N, 71° 12′ O / 11.000°N,71.200°O   | Veneçuela                 | |
| 11° 0′ N, 68° 19′ O / 11.000°N,68.317°O   | Mar Carib                 | Passa just al nord de l'illa La Tortuga, Veneçuela |
| 11° 0′ N, 64° 23′ O / 11.000°N,64.383°O   | Veneçuela                 | Illa Margarita |
| 11° 0′ N, 63° 47′ O / 11.000°N,63.783°O   | Mar Carib                 | Passa entre les illes de Trinitat i Tobago, Trinitat i Tobago |
| 11° 0′ N, 61° 0′ O / 11.000°N,61.000°O    | Oceà Atlàntic             | Passa just al sud de l'Arxipèlag dels Bijagós, Guinea Bissau |
| 11° 0′ N, 15° 14′ O / 11.000°N,15.233°O   | Guinea Bissau             | |
| 11° 0′ N, 14° 57′ O / 11.000°N,14.950°O   | Guinea                    | |
| 11° 0′ N, 8° 41′ O / 11.000°N,8.683°O     | Mali                      | |
| 11° 0′ N, 8° 31′ O / 11.000°N,8.517°O     | Guinea                    | |
| 11° 0′ N, 8° 17′ O / 11.000°N,8.283°O     | Mali                      | |
| 11° 0′ N, 9° 29′ O / 11.000°N,9.483°O     | Burkina Faso              | |
| 11° 0′ N, 2° 50′ O / 11.000°N,2.833°O     | Ghana                     | Uns 8 km |
| 11° 0′ N, 2° 46′ O / 11.000°N,2.767°O     | Burkina Faso              | |
| 11° 0′ N, 1° 35′ O / 11.000°N,1.583°O     | Ghana                     | |
| 11° 0′ N, 1° 24′ O / 11.000°N,1.400°O     | Burkina Faso              | |
| 11° 0′ N, 1° 7′ O / 11.000°N,1.117°O      | Ghana                     | Uns 9 km |
| 11° 0′ N, 1° 3′ O / 11.000°N,1.050°O      | Burkina Faso              | |
| 11° 0′ N, 0° 50′ O / 11.000°N,0.833°O     | Ghana                     | Uns 2 km |
| 11° 0′ N, 0° 48′ O / 11.000°N,0.800°O     | Burkina Faso              | |
| 11° 0′ N, 0° 30′ O / 11.000°N,0.500°O     | Ghana                     | |